# 前缘

翼剖面示意圖

前緣（leading edge，或作翼前緣），為翼剖面的最前端，機翼上表面與下表面的前交點。由於前緣的位置很難清楚的定義，通常是取相對翼弦長c很小值作為前緣半徑來定義前緣的位置。也就是說，只能知道前緣大概在什麼位置。當飛行器行進時，氣流首先接觸機翼前緣，並由此開始分開。